# 海斯冰川 (科茨地)

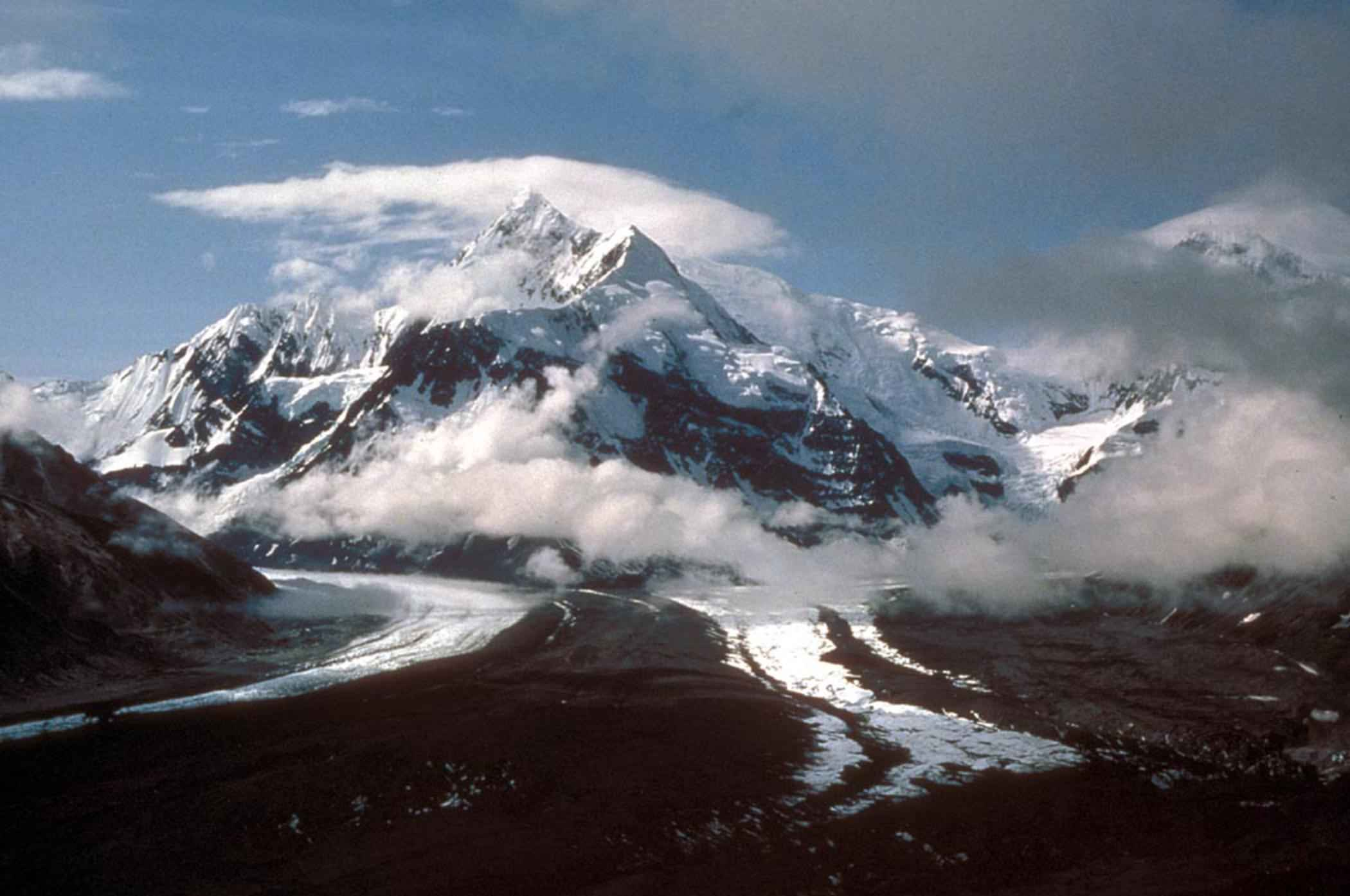
海斯冰川远景

海斯冰川是南極洲的冰川，位於科茨地，處於道森-蘭頓冰川西南面27公里，在1967年11月5日由美國海軍發現，美國地質調查局根據照片繪入地圖。
76°16′S 27°54′W / 76.267°S 27.900°W